# 清水新三郎
清水 新三郎（しみず しんざぶろう）は明治期に活躍した建築造営技師。
1945年（昭和20年）、内匠寮が廃されたのちの宮内府王殿寮工務課技官。宮内庁管理部工務課で工務係長をつとめた。
その間、宮内庁庁舎三階を仮宮殿に模様替えする際の内装を担当した。のち、京都事務所工務課長をつとめ、1970年（昭和45年）に退官した。